# Ondskabens hotel
 Denne artikel omhandler romanen. For filmen, se Ondskabens hotel (film).
Ondskabens hotel (The Shining) er en roman fra 1977 skrevet af Stephen King. Romanen udkom for første gang på dansk i 1980 under titlen Drengen der skinnede.

## Handling
Jack Torrance er en tidligere alkoholiker og uddannet lærer, der mangler penge og ro til at skrive sit teaterstykke. Derfor tager han jobbet som vinteropsynsmand på bjerghotellet Overlook. Med sig bringer han sin kone Wendy og sønnen Danny på 6 år.
Overlook har en ret broget og voldelig historie, hvilket Danny finder ud af på grund af hans evne til at "skinne", en form for telepati.
Hotellet, der til en vis grad er levende eller besat, har brug for Dannys evner og kræfter og prøver derfor at besætte ham. Danny kæmper dog imod denne besættelse, og hotellet vender sig derfor mod Jack.
Dette viser sig at være en del nemmere på grund af Jacks alkoholproblem og opfarende temperament. Jack bliver snart offer for hotellets indflydelse og begynder at terrorisere sin familie. En kamp udspiller sig mellem hotellet, personificeret af Jack, på den ene side og Danny på den anden side.

## Personer i "Ondskabens hotel"
- Jack Torrance, tidligere alkoholiker, gift med Wendy, far til Danny; hovedperson
- Wendy Torrance, gift med Jack og har barnet Danny sammen; hovedperson
- Danny Torrance, søn af Jack og Wendy. Han skinner(fornemmer tanker, kan se ting andre ikke kan se); hovedperson
- Stuart Ullman, Hotel Overlooks direktør
- Bill Watson, opsynsmand ved hver sæsons start
- Dick Hallorann, sort chefkok på Hotel Overlook, når Overlooks sæson er slut, skal han arbejde på et hotel i Miami, hvor hans kone og børn bor
- Delbert Grady, tidligere opsynsmand som dræbte sine to døtre, sin kone og sig selv
- Lloyd, bartender i Jacks stambar
- Roger, en homoseksuel mand, som klædte sig ud som en hund til maskebal på Hotel Overlook

## Andre versioner
Romanen blev filmatiseret af Stanley Kubrick i 1980, og lavet som tv-serie i 1997. Stephen King skrev selv manuskriptet til denne mini-serie.